# Tornugglor
Tornugglor (vetenskapligt namn: Tytonidae) är en familj som tillsammans med familjen ugglor bildar ordningen ugglefåglar.
Familjen tornugglor består av två underfamiljer med vardera ett släkte, Tytoninae och Phodilinae. 
- Underfamilj Tytoninae

Systematik enligt AviList:
- Sottornuggla (Tyto tenebricosa)
- Masktornuggla (Tyto novaehollandiae)
- Gyllentornuggla (Tyto aurantia)
- Taliabutornuggla (Tyto nigrobrunnea)
- Minahasatornuggla (Tyto inexspectata)
- Sulawesitornuggla (Tyto rosenbergii)
- Itombwetornuggla (Tyto prigoginei) – tidigare i Phodilus
- Orientgräsuggla (Tyto longimembris)
- Afrikansk gräsuggla (Tyto capensis)
- Tornuggla (Tyto alba)
- Östlig tornuggla (Tyto javanica)
- Amerikansk tornuggla (Tyto furcata)
- Andamantornuggla (Tyto deroepstorffi)
- Gråmaskad tornuggla (Tyto glaucops)
- Madagaskartornuggla (Tyto soumagnei)

- Underfamilj Phodilinae
  - Orientmaskuggla (Phodilus badius)
  - Ceylonmaskuggla (Phodilus assimilis)

I familjen återfinns även en handfull arter som dog ut under förhistorisk tid, tidigare under holocen, de flesta tidigare förekommande i Västindien:
- Maltatornuggla (Tyto melitensis)
- Hispaniolatornuggla (Tyto ostologa)
- Bahamatornuggla (Tyto pollens)
- Mindre kubatornuggla (Tyto maniola)
- Karibtornuggla (Tyto noeli)
- Större kubatornuggla (Tyto cravesae)
- Nyakaledonientornuggla (Tyto letocarti)